# Вільгельм Ґрізінґер
Вільгельм Ґрізінґер (нім. Wilhelm Griesinger; також Вільгельм Грізінгер; 29 липня 1817, Штутгарт — 26 жовтня 1868, Берлін — німецький лікар, доктор медицини (1838), психіатр і невролог. Вважається одним із засновників сучасної наукової психіатрії.

## Біографічні відомості

### Ранні роки
Син Кароліни Луїзи Ґрізінґер, до шлюбу фон Дюрр, і Ґотфріда Фердінанда Ґрізінґера, адміністратора лікарні в Штутгарті. Його батька убив божевільний сімейний учитель гри на фортепіано. Цей трагічний факт ймовірно призвів до формування зацікавленості у вивченні психіатрії. Він отримав приватне навчання, перш ніж вступив до гімназії, яку закінчив у 1834 році у 16 років і поступив того ж року на медичний факультет університету Тюбінгена. Там у нього відбувся конфлікт з адміністрацією через його участь у прогресивному студентському русі й несприйнятті тодішньої системи викладання. Його відправили з університету в 1837 році на один рік по особливому формулюванню (Consilium abeundi). Продовжив навчання у Цюріху, де відвідував лекції Йоганна Шенлейна, хоча відвідування університету було заборонено Бундестагом у випадку Consilium abeundi, а після повернення до Тюбінгена отримав докторський ступінь у 1838 році з дисертацією про дифтерію (не збереглася)[джерело?].

### Становлення як психіатра
Ґрізінґер поїхав до Парижа, з метою розширити свої клінічні знання. Познайомився з Франсуа Маженді, засновником експериментальної фізіології та автором першого сучасного підручника з цієї наукової дисципліни, чий дослідницький підхід сильно вплинув на нього. 1839 року, після Парижа, він як практикуючий лікар вирушив до Фрідріхсгафена на Боденське озеро.

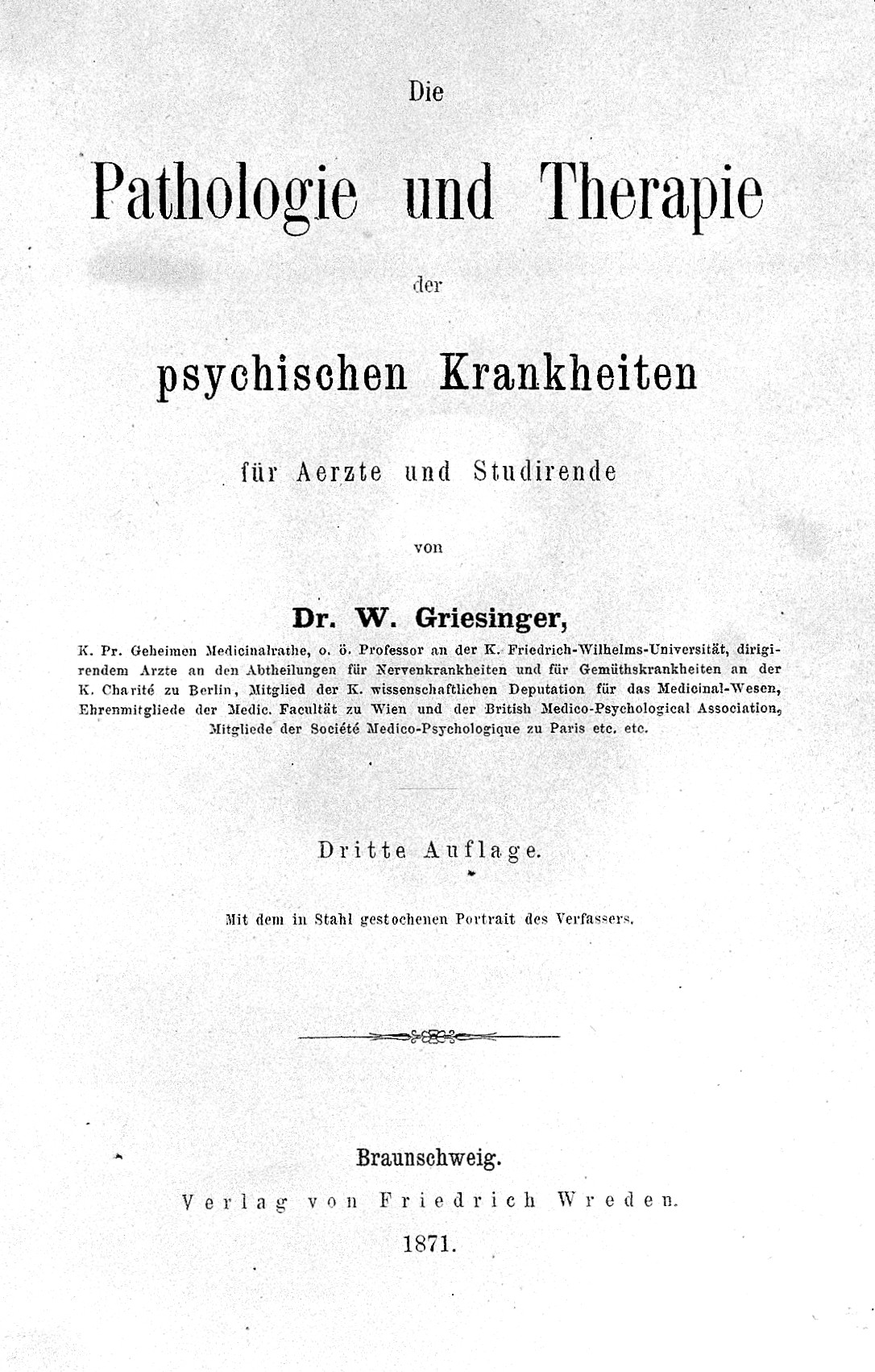
Обкладинка книги Ґрізінґера «Патологія і терапія психічних захворювань» (Die Pathologie und Therapie der psychischen Krankheite). Перевидання 1871 року

Вже в наступному 1840 році отримав пропозицію працювати під керівництвом Альберта Целлера як клінічного лікаря в психіатричній лікарні Вінніталь. Протягом наступних двох років Ґрізінґер отримав багато практичного досвіду, який став основою його опублікованої в 1845 році великої роботи «Патологія і терапія психічних захворювань» (Die Pathologie und Therapie der psychischen Krankheite). Він намагався знайти місце психіатрії в галузі фізіології та патології. Вже на першій сторінці опубліковано знаменита заява Ґрізінґера про те, що для розуміння кожного симптому хвороби необхідно локалізувати згадане явище й визнати всі психічні захворювання як хвороби головного мозку.
Перед впровадженням свого нового, матеріалістичного підходу в психіатрії, який незабаром широко поширився в Німеччині, Ґрізінґер в 1842 році на короткий час став лікарем у Штутгарті і зробив декілька поїздок до Парижа і Відня з метою підвищення своєї професійної кваліфікації. У тому ж році почав співпрацювати в Архіві фізіологічної медицини (Archiv für physiologische Heilkunde). 1843 року прийняв призначення на посаду помічника лікаря по медичній клініці в Тюбінгені, де кваліфікувався в 1847 році як лектор в курсах патології, фармакології та медичної історії. Того ж року його призначено доцентом; також став редактором Архіву фізіологічної медицини.

### Організатор системи охорони здоров'я
У 1849 році його призначено директором Кільської університетської лікарні, де він провів численні нейроанатомічні дослідження. 1850 року одружився з Жозефіною фон Ром. Разом з нею виїхав з Німеччини з політичних міркувань того ж року, обійняв посаду лікаря віце-короля Єгипту Аббаса Паші, виконуючи паралельно обов'язки директора медичної школи в Каїрі та президента всієї медичної системи Єгипту. Протягом цього часу зібрав велику частину свого матеріалу для своїх пізніших трактатів про клінічні та анатомічні спостереження за хворобами Єгипту та інфекційних захворювань.
У 1852 році Ґрізінґер та його дружина повернулися до Штутгарту. 1854 року він став професором клінічної медицини в університеті Тюбінгена і наступником свого друга з дитинства Карла Рейнгольда Августа Вундерліха на посаді директора медичної клініки. 1857 року написав том до багатотомного видання Рудольфа Вірхова «Посібник зі спеціальної патології» («Handbuch der speziellen Pathologie»), де дав опис інфекційних захворювань: малярії, жовтої гарячки, чуми, холери, черевного і епідемічного висипного тифів. Саме Ґрізінґер вперше у світовій медицині виокремив ці два тифи насамперед через різницю змін вищої нервової та психічної діяльності, які вони спричинюють. 1859 року Ґрізінґер став главою заснованого в 1847 році медичного та освітнього закладу в Маріабергу (Вюртемберг), однієї з перших установ у Німеччині для дітей і молодих людей з обмеженими інтелектуальними можливостями.

### Перебування в Цюриху
У 1860 році Ґрізінґер знову покинув Німеччину і обійняв посаду голови клініки внутрішньої медицини в Цюриху. Одночасно, за цей час виробив у складі медичної комісії план побудови сучасної психіатричної лікарні в кантоні Цюриху, який був реалізований в 1865 році з відкриттям психіатричної університетської лікарні Бергхельзлі. Через високий рівень отруєння свинцем у мулярів, він зажадав прийняти заходи для захисту мулярів, що працювали на будівництві, а також запровадити в місті заходи захисту від інфекційних хвороб. 1861 року опублікував друге, переглянуте видання свого підручника «Патологія і терапія психічних захворювань». Ця головна робота Ґрізенгера зробила його одним з провідних психопатологів того часу.

Вільгельм Ґрізінґер на поштовій марці НДР 1960 року

### На чолі психіатричної служби в Берліні
Рік по тому, в 1864, Ґрізенґер прийняв запрошення до клінічного комплексу Шаріте в Берліні, де став директором психіатричної клініки. Зробив багато дій з реформування психіатричної галузі, зробив так, щоб психіатрична клініка Шаріте була пов'язана з неврологічною допомогою. 1 травня 1866 року відкрито перші неврологічні палати в Німеччині. Об'єднана кафедра психіатрії та неврології, яку очолив Ґрізенґер з 1865 року, була першою у своєму роді в Німеччині. 1867 року він заснував Берлінську лікарську-психологічну групу (Berliner Medicinisch-Psychologische Gesellschaft; з 1879 року — Берлінське товариство психіатрії та нервових хвороб, з 1933 року — Берлінське товариство психіатрії та неврології), головою якої став і опублікував перший номер часопису «Архіви психіатрії та нервових хвороб» (Archivs für Psychiatrie und Nervenkrankheiten). Виступав за те, щоб психічно хворим більше не треба було перебувати в ізольованих приміщеннях, а в таких відкритих закладах під медичним наглядом, де перебували пацієнти з іншими хворобами. Грізенгер відкинув примусові заходи, він був наповнений гуманітарним духом і хотів досягти, навіть для хронічно душевнохворих, як можна більшого перебування в суспільному житті. Ратував за включення хворих у прийомні сім'ї або безкоштовне проживання та роботу на фермах (робоча терапія). Його колеги говорили про його терпіння, емоційне тепле ставлення відносно пацієнтів. Він дуже уважно вислуховував душевнохворих.

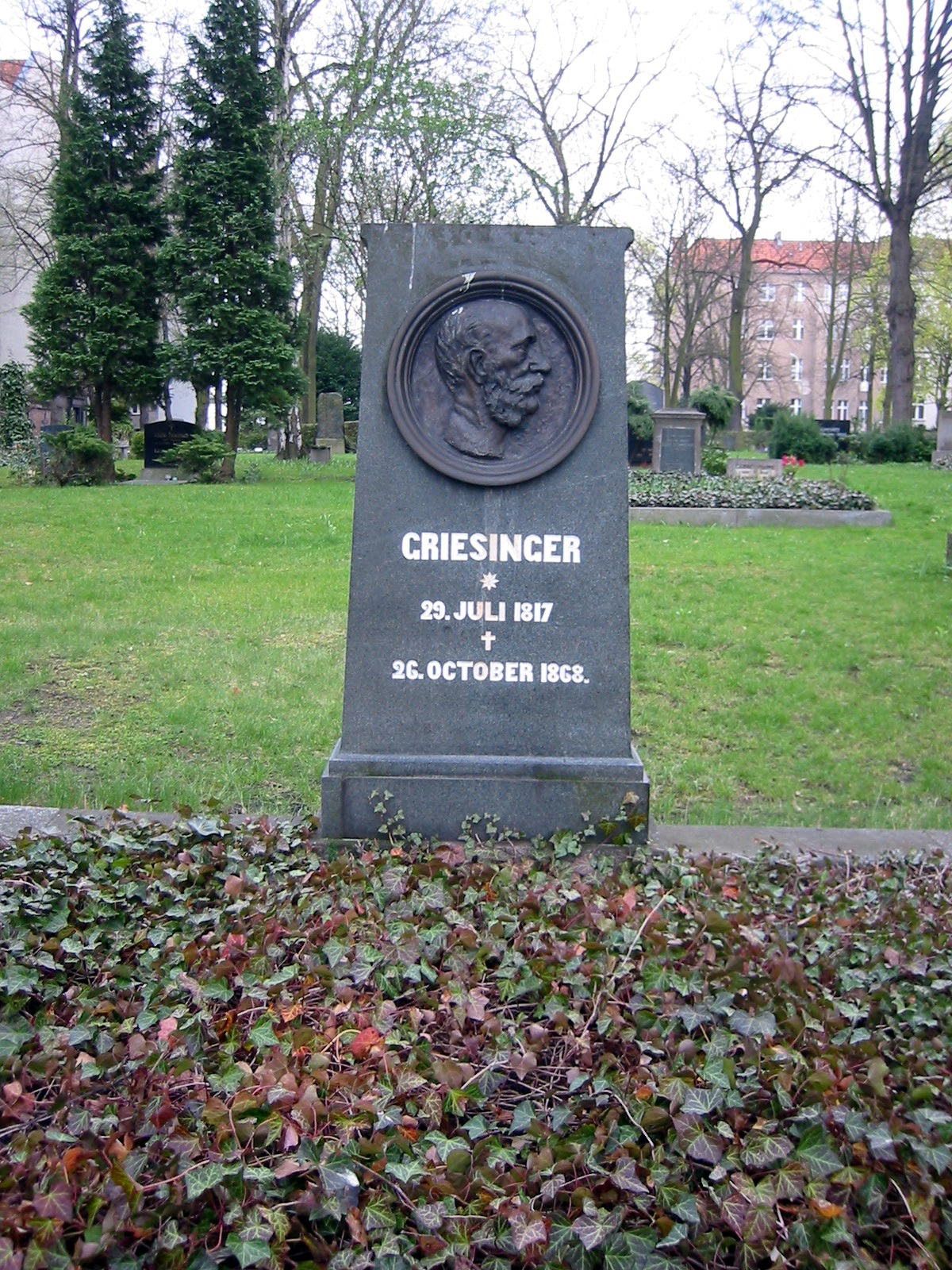
Надгробок на могилі Ґрізінґера на цвинтарі при церкві Св. Матвія, Берлін-Шоненбург

### Смерть
Влітку 1868 року Ґрізенґер захворів на тяжкий апендицит, виник перитифліт (запалення кишки ззовні), абсцес відростка. Після операції рана була інфікована дифтерійним збудником, чинником захворювання, про яке писав Ґрізенґер у своїй дисертації. Виникла ранова дифтерія, яка ускладнилася прогресуючою слабкістю і паралічем. Помер 26 жовтня 1868 року в Берліні. Його могила розташована на цвинтарі при церкві Св. Матвія в Берліні (район Шонебург) діагонально навпроти могили Рудольфа Вірхова та його дружини.

## Науковий доробок
Він вважається піонером соціальних реформ у психіатрії, впровадження в неї патологічної анатомії. Він набагато випередив у цьому свій час і не зміг реалізувати багато своїх планів. Деякі його ідеї були впроваджені лише в 70-х роках ХХ століття.
За вагомі наукові дослідження його було прийнято до Шведської королівської академії наук.
На його честь названо:
- хвороба Дюшена-Ґрізінґера, коли виникає слабкість та псевдогіпертрофія уражених м'язів[1].
- друга хвороба Ґрізінґера, тропічна хвороба, яка зазвичай з'являється у робітників, які босоніж працюють на вологих ґрунтах. Характеризується свербінням, як правило, на ногах та між пальцями ноги, пізніше в області промежини; головним болем, слабкістю, запамороченням, серцебиттям, шумам у вухах, черевними коліками та діарею. Її зумовлюють анкілостоми[2].
- симптом Ґрізінґера — болісний при доторканні набряк над соскоподібним відростком при синус-тромбозі[3].